# Gadamer & Jäger
Gadamer & Jäger  war ein bedeutendes deutsches Unternehmen der Zündholz-Produktion in Dittersbach bei Waldenburg (Provinz Schlesien; später Provinz Niederschlesien).

## Geschichte
Gadamer & Jäger wurde am 1. September 1869 vom Unternehmer und Waldenburger Stadtrat Oskar Gadamer und dem Maurermeister und späteren Steinkohle-Bergwerksbesitzer Carl Jäger gegründet und aufgrund der Verfügung vom 2. September am 3. September 1869 in das Firmenverzeichnis des zuständigen Königlich preußischen Kreisgerichts eingetragen.
In der Publikation Jahresberichte der Handelskammern und kaufmännischen Korporationen des preußischen Staats 1869 war zu lesen, dass es Gadamer & Jäger gelang, dem Standard der schwedischen Sicherheitszündhölzer gegenüber ein gleichwertiges Produkt zu entwickeln und wesentlich kostengünstiger auf den Markt zu bringen als die importierten Waren. Den Jahresberichten der Handelskammern und kaufmännischen Korporationen des Preußischen Staats für 1871 ist zu entnehmen, dass es den beiden „hauptsächlich fabrizierenden“ schlesischen Fabriken besagter Sparte Gadamer & Jäger sowie Gierth & Ergmann in Paczków 1871 nur gelang, die Hälfte der Produktion in Deutschland abzusetzen, während die andere Hälfte an Ostindien, China, Japan und Südamerika ging, wo damals große Nachfrage nach sogenannten „Schwedischen Hölzern“ bestand. Das ursprünglich als „Zündwarenfabrik“ registrierte Unternehmen wurde um 1896 als „chemische Fabrik“ geführt.
Auf der Weltausstellung 1873 in Wien erhielt Gadamer & Jäger von der internationalen Jury ein Anerkennungsdiplom und wurde 1887 im Österreichischen Markenanzeiger als Marke geführt. Bereits 1882 hatte das Unternehmen Markenschutz auf drei Zündholzarten. Im gleichen Jahr publizierte Gadamer in der Zeitschrift Chemische Industrie einen Artikel über Neuerungen über Zündholzeinlegemaschinen. 1883 meldete Gadamer das zugehörige Patent (D.R.P.) Nr. 19491 an. 1883 bat Gadamer & Jäger auch um Zollfreiheit für Espenholz.
Auch bei der Centennial Exhibition 1876 in Philadelphia war Gadamer & Jäger als Aussteller vertreten. Aus dem Jahr 1886 sind Verhandlungen des Unternehmens mit dem Gewerbeverein St. Gallen in der Schweiz dokumentiert. Eine Mitgliedschaft im Verein zur Wahrung der Interessen der Chemischen Industrie Deutschlands (später Verband der Chemischen Industrie) im Jahr 1879 ist ebenfalls dokumentiert.
Gadamer & Jäger bekam 1909 die Steuernummer 68a für Zündwarenproduzenten. 1929 (dem Jahr des Ausbruchs der Weltwirtschaftskrise) erwarb die Mitteldeutsche Zündholzfabriken AG in Hamburg auch das Unternehmen Gadamer & Jäger und verpachtete es an die Stahl & Nölke AG. Ein Jahr später erließ der Reichstag das Zündwarenmonopol.

### Regionalgeld
Gadamer & Jäger gab auch Regionalgeld heraus. In Piotr Kalinowskis 2011 herausgegebenem Buch über Geld der Stadt Wałbrzych ist eine 1000-Mark-Münze (Marek) mit der Aufschrift „Gadamer & Jäger – Waldenburgs Tändsticksfabrik“ abgebildet.

### Die Gründer
- Oskar Gadamer, auch Oscar Gadamer, (* 6. August 1831 in Ober Gläsersdorf, Landkreis Lüben; † 2. Juli 1887 in Waldenburg) war ein deutscher Unternehmer und Stadtrat.[21] Er war mit Anna Gadamer geborene Puschmann (1832–1909) verheiratet, ein Sohn des Ehepaars war der Chemiker Johannes Gadamer, der Philosoph Hans-Georg Gadamer war einer ihrer Enkel. Oskar Gadamer war ursprünglich römisch-katholisch, konvertierte aber vermutlich anlässlich seiner Hochzeit zum evangelischen Bekenntnis. So gab sein Sohn Johannes 1895 in seiner Dissertation an, dass er „im evangelischen Glauben“ erzogen wurde.[22] Oskar Gadamer starb laut den Todesanzeigen seiner Angehörigen am 2. Juli 1887 morgens um 4:30 Uhr nach langem, schwerem Leiden im Alter von 55 Jahren.[23]

- Carl Jäger, auch Karl Jäger[24], war Maurermeister, Unternehmer und Stadtrat, außerdem Vorstandsmitglied der Sektion Schlesien der Ziegelei-Berufsgenossenschaft.[25]

Jäger gründete in Waldenburg das Hoch- und Tiefbauunternehmen Carl Jäger & Sohn. Neben Gadamer & Jäger war er auch Eigentümer des Waldenburger Unternehmens Jägers-Zubehör. Eine Verleihung für den Steinkohle-Abbau auf einem knapp 211 Hektar großen Feld in Gaablau und Liebersdorf (Kreis Landeshut) am 28. Juni 1873 auf Mutung vom 21. Dezember 1871 dieses Unternehmens ist im Amtsblatt der Preußischen Regierung zu Liegnitz vom 19. Juli 1873 dokumentiert.
Über das Baugeschäft Carl Jäger & Sohn ist unter anderem überliefert, dass es vom Vorsitzenden des Kunstgewerbe-Vereins für Breslau und die Provinz Schlesien, dem königlichen Hofmalermeister Hans Rumsch, zur unentgeltlichen Mitarbeit und Errichtung zweier Bauten im Rahmen der Sonderausstellung des Kunstgewerbevereins in Breslau 1904 gewonnen werden konnte. Das Baugeschäft gehörte zur Zeit des Nationalsozialismus zu den Bauunternehmen, die mit dem Bau von Behelfsheimbauten für das Deutsche Wohnungshilfswerk beauftragt wurden.